# Боргдорф-Зеедорф
Боргдорф-Зеедорф (нім. Borgdorf-Seedorf) — громада в Німеччині, розташована в землі Шлезвіг-Гольштейн. Входить до складу району Рендсбург-Екернферде. Складова частина об'єднання громад Норторфер-Ланд.
Площа — 6,63 км2. Населення становить 489 ос. (станом на 31 грудня 2020).